# Laker Airways
Laker Airways war eine britische Fluggesellschaft, die von Freddie Laker im Jahre 1966 vornehmlich für den Charterverkehr gegründet wurde. Nach der Veränderung der Marktposition 1977 wird sie oft als erste echte europäische Billigfluggesellschaft bezeichnet. 1982 wurde wegen Insolvenz der Flugbetrieb eingestellt.

## Geschichte

### Gründung und innereuropäische Flüge

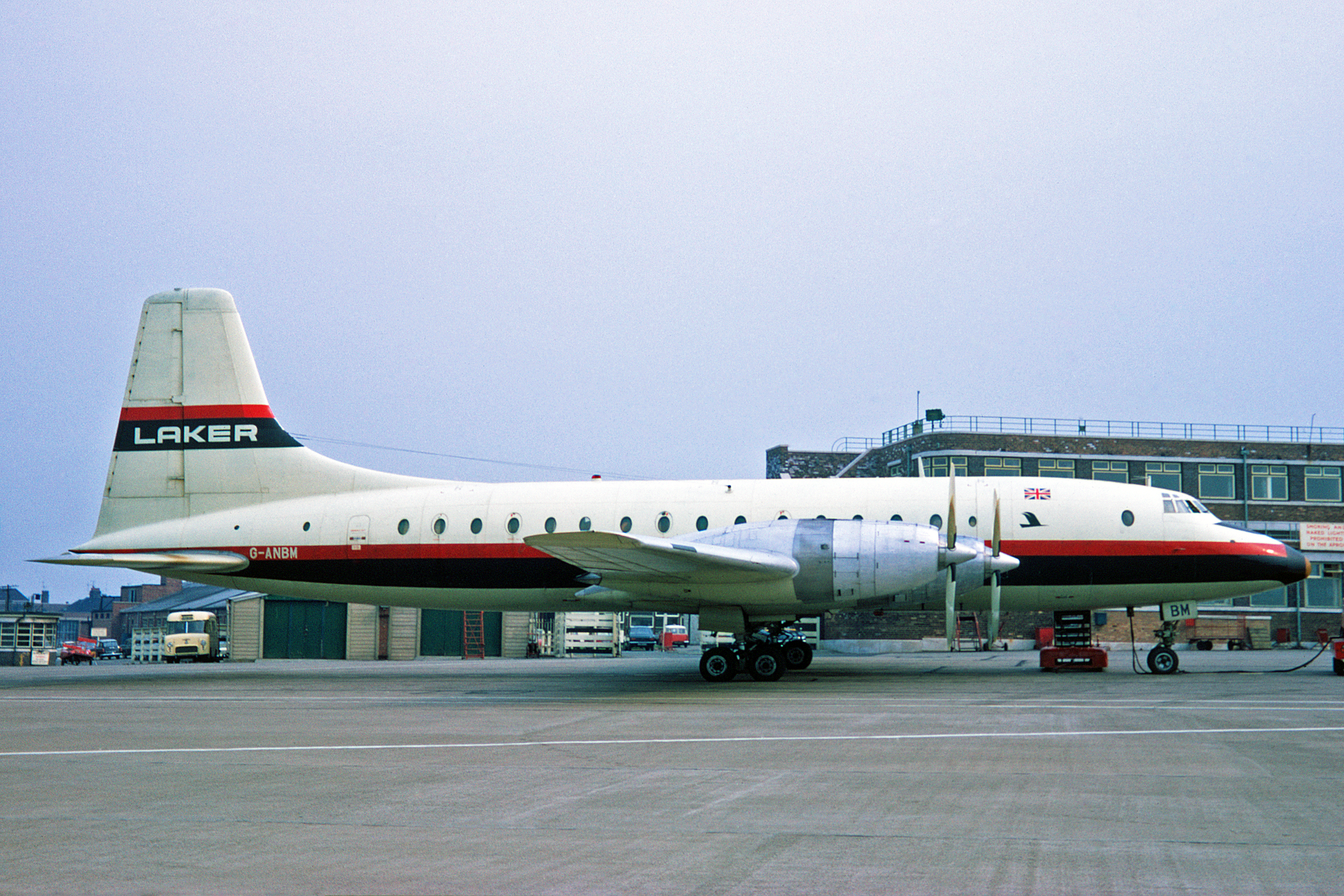
Bristol Britannia der Laker Airways, 1968

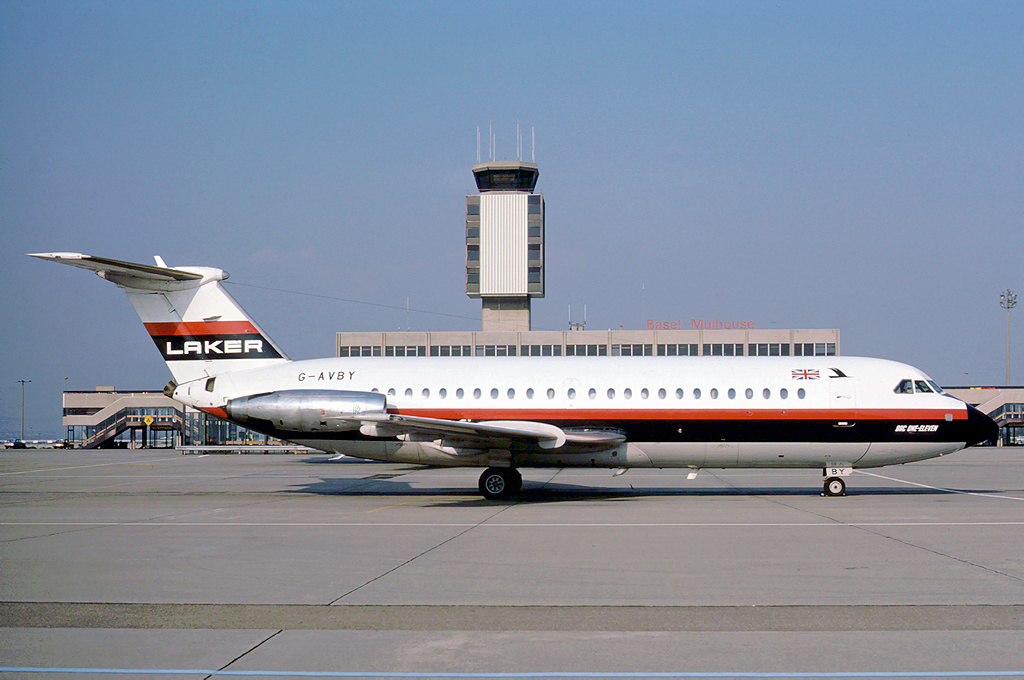
BAC 1-11 der Laker Airways, 1977

Am 8. Februar 1966 wurde Laker Airways in London-Gatwick gegründet. Zuerst bot die Fluggesellschaft kostengünstige und einfach zu erwerbende Charterflüge an. Dazu erwarb sie zwei Bristol Britannia von der BOAC, einer Vorgängerin der heutigen British Airways. Es folgten Bestellungen von drei neuen BAC One-Eleven-300 (Version mit dem kürzeren Rumpf), mit welchen vorwiegend innereuropäische Flugstrecken von London-Gatwick aus bedient wurden. Zwei BAC 1-11 wurden seit den 1970er Jahren auf dem Flughafen Berlin-Tegel stationiert, da Laker-Airways als britische Fluggesellschaft nicht den Beschränkungen durch den Viermächte-Status unterlag und somit auch Berliner Stadtgebiet an- und überfliegen durfte. Dadurch entwickelte sich Laker für West-Berliner zu einer sehr häufig genutzten Ferienfluggesellschaft, insbesondere zu spanischen Ferienzielen wie Palma de Mallorca, Ibiza und Kanaren. Ein bedeutendes Geschäftsfeld waren die Gastarbeiterflüge nach Istanbul. Bereits 1948/1949 war Freddie Laker mit seiner damals eigenen Frachtfluggesellschaft Air Charter an den Transportflügen im Rahmen der Berliner Luftbrücke beteiligt.

### DerSkytrain
Im Jahr 1973 beantragte Laker schließlich Streckenrechte für die ersten No-frills-Flüge von London in die USA, die jedoch erst 1977 erteilt wurden. Am 26. September 1977 hob daraufhin zum ersten Mal eine McDonnell Douglas DC-10 von der Basis London-Gatwick in die USA ab, am 27. November 1978 wurde auch der Luftverkehr nach Los Angeles aufgenommen. Die Passagiere mussten damals nur 59 Pfund für diese Flüge zahlen (entspricht einem heutigen Gegenwert von etwa 470 Euro). Diese unter dem Namen Skytrain durchgeführten Flüge waren erheblich preiswerter als die der Konkurrenz, der Fluggast musste jedoch für alle gewünschten Extras (dazu gehörte auch die Bordverpflegung) selbst zahlen. Außerdem wurden die Tickets nur am Tag des Abfluges verkauft. Laker bestellte dazu weitere fünf Flugzeuge vom Typ DC-10. Die Skytrain-Flüge erwiesen sich als sehr beliebt, gehörten zu den ersten No-frills-Flügen weltweit und waren die ersten ihrer Art auf Langstrecken.

### Einführung von innereuropäischen Flügen mit dem Airbus A300

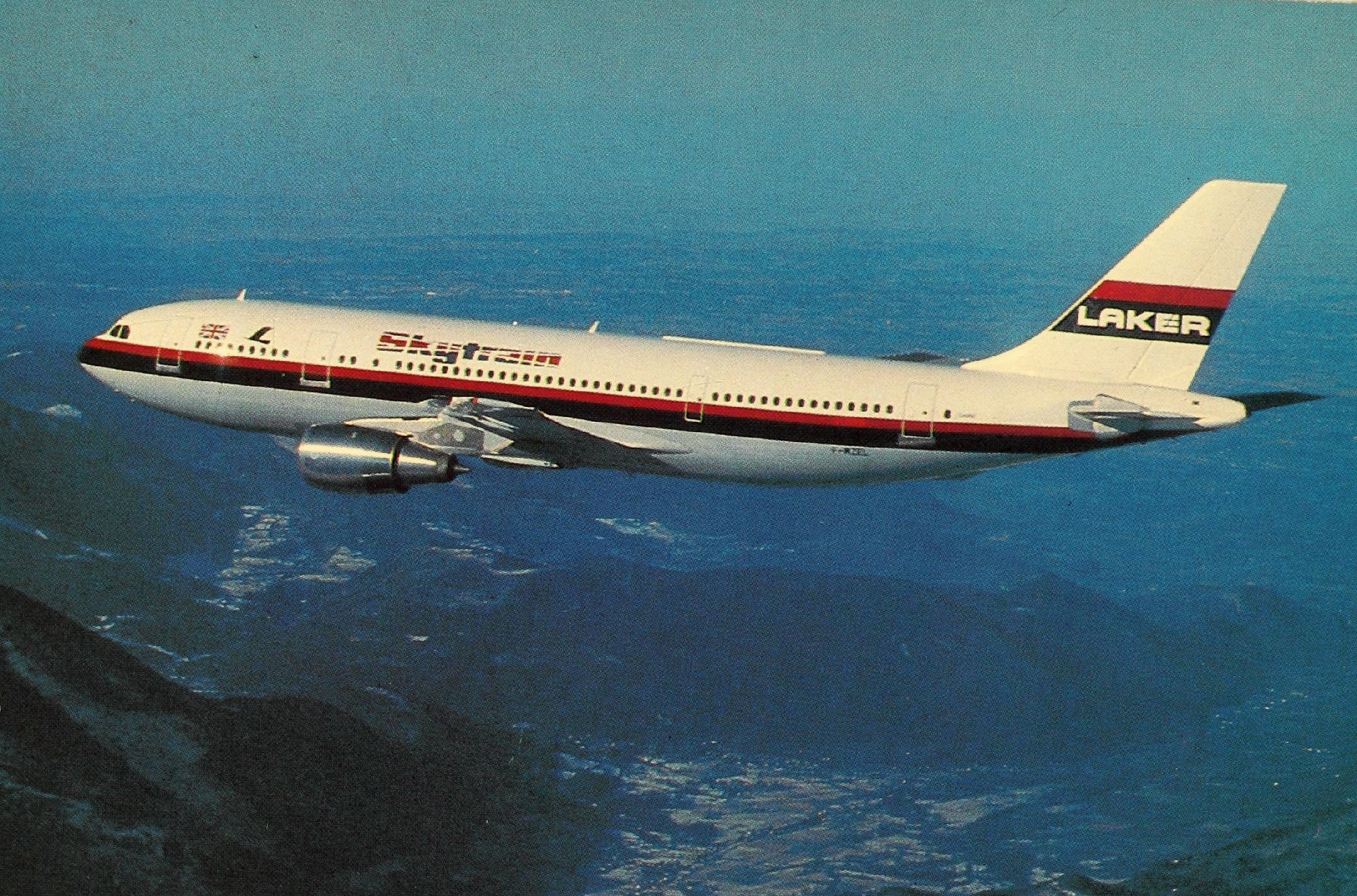
Airbus A300 der Laker Airways (Skytrain)

Am 10. April 1979 orderte Sir Freddie Laker zehn Airbus A300B-200. Mit diesen ab Januar 1980 ausgelieferten Mittelstreckenflugzeugen begann er, ein Streckennetz innerhalb Europas aufzubauen. Am Anfang wurden die Flüge zwischen Manchester und Zürich aufgenommen. Mit Hilfe dieser unter dem Namen Metro Service laufenden Billigflüge wollte Laker die traditionellen nationalen Fluggesellschaften auch auf Kurz- und Mittelstrecken unter Druck setzen. Allerdings geriet er dadurch in heftige Auseinandersetzungen mit der etablierten Konkurrenz und konnte in der Folge seine beantragten Lizenzen und Slots für 37 europäische Airports zu verbilligten Preisen nicht durchsetzen.

### Insolvenz
Nicht zuletzt auf Grund dieses zähen Preiskampfes begann der langsame Abstieg von Laker Airways. Durch den Unfall einer DC-10 der American Airlines am 25. Mai 1979 erlitt der Flugzeugtyp einen schweren Imageschaden, der auch Laker Airways stark in Mitleidenschaft zog. Nach diesem Unfall wurde die weltweite DC-10-Flotte für 5 Wochen stillgelegt. Laker Airways besaß jedoch keinen anderen Flugzeugtyp, um die Skytrain-Flüge durchführen zu können, musste diese also vollständig aussetzen. Obwohl die Unfallursache bei Wartungsfehlern von American Airlines lag und nicht beim Flugzeug selbst, hatte die DC-10 auch in der Folgezeit unter einem schlechten Ruf zu leiden, was unter anderem mit dazu führte, dass der Hersteller die mit DC- beginnenden Typbezeichnungen bei neu auf den Markt gebrachten Typen durch MD- ersetzte. Hinzu kam, dass die unterkapitalisierte Laker Airways selbst mehrere Fehlentscheidungen traf. Man entfernte sich zunehmend vom ursprünglichen No-Frills-Prinzip und näherte sich dem Schema der „normalen“ Fluggesellschaften immer mehr an. 
Dadurch geriet man in sehr viel direkteren Preiskampf mit etablierten Gesellschaften, insbesondere mit British Airways. Der Flugzeughersteller McDonnell Douglas und der Triebwerkhersteller General Electric (GE) begannen, ein Rettungspaket für die angeschlagene Gesellschaft vorzubereiten – Hintergrund war, dass alle McDonnell Douglas DC-10 von Laker Airways mit CF6-Triebwerken von GE ausgestattet waren und darüber hinaus zum Teil von der GE-Tochtergesellschaft GECAS geleast wurden. Allerdings erfuhr die ebenfalls private Konkurrenzgesellschaft British Caledonian von diesem angedachten Rettungspaket und verfasste einen Brief, der an alle weiteren europäischen Betreiber von DC-10 mit CF6-Triebwerken (wozu auch British Caledonian selbst gehörte) sowie an McDonnell Douglas und General Electric weitergeleitet wurde. Darin erklärte man im Namen aller europäischen DC-10/CF6-Betreiber, dass man in Zukunft weder mit McDonnell Douglas noch mit GE weitere Geschäfte abschließen werde, sollte das vorgesehene Rettungspaket für Laker Airways umgesetzt werden. Die beiden Firmen zogen das Paket daraufhin zurück, woraufhin Laker Airways am Morgen des 5. Februar 1982 endgültig zusammenbrach. Zu diesem Zeitpunkt machten die kreditgebenden Banken Forderungen in Höhe von insgesamt 270 Millionen £ geltend.
Sir Freddie Laker verklagte in der Folge British Airways, British Caledonian, Pan Am, TWA, Lufthansa, Air France und weitere große Gesellschaften wegen Preisabsprachen, die dem Ziel dienten, Laker Airways in den Ruin zu treiben. Das Verfahren wurde schließlich außergerichtlich beigelegt; insgesamt erhielt Laker 100 Millionen US$, womit es Laker Airways (nach Liquidierung des sonstigen Besitzes) möglich war, die noch ausstehenden Schulden abzubezahlen.

### Laker Airways (Bahamas)
Nach zahlreichen erfolglosen Versuchen, Laker Airways wieder in die Luft zu bekommen, die letztendlich alle an Einwänden der britischen Luftfahrtbehörde scheiterten, zog Laker zunächst nach Miami und dann auf die Bahamas, wo er 1992 Laker Airways (Bahamas) an den Start bringen konnte (wobei Laker selbst offiziell nicht Präsident dieser Gesellschaft, sondern lediglich als Berater tätig war). Finanziert wurde die Fluggesellschaft unter anderem von einem texanischen Ölmagnaten und Laker-Geschäftspartner namens Oscar Wyatt. Zunächst betrieb man zwei Boeing 727-200 zwischen Freeport und den USA; zwischen 1996 und 1999 wurden diese Maschinen durch eine McDonnell Douglas DC-10-30 ergänzt, mit der man Langstreckenflüge aufnahm. Für kurze Zeit betrieb man zweimal die Woche eine Verbindung zwischen Fort Lauderdale, Florida und London Gatwick, sowie Glasgow Prestwick. 2005 musste man den Betrieb einstellen; die Gesellschaft wurde abgewickelt.
Laker Airways (Bahamas) war nach Air Charter (1947 bis 1959), Channel Air Bridge (1954 bis 1962) und Laker Airways (1966 bis 1982) Sir Freddie Lakers vierte und letzte Fluggesellschaft. Er starb am 9. Februar 2006 im Alter von 83 Jahren.

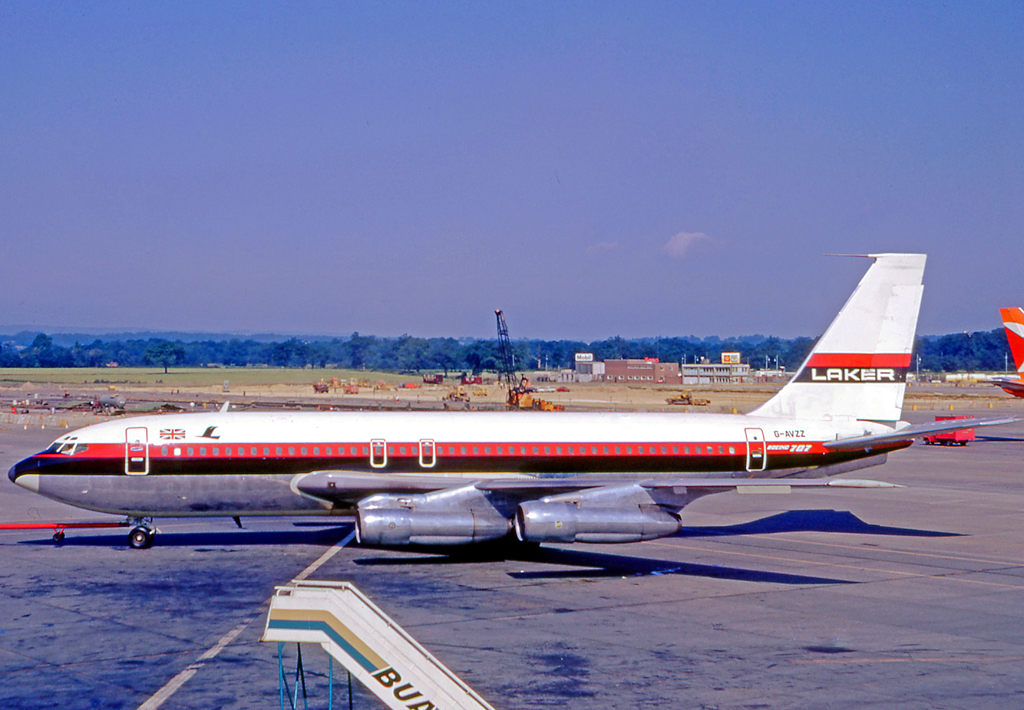
Boeing 707 der Laker Airways, 1970

## Flotte
- Bristol Britannia
- Airbus A300
- BAC 1-11
- Boeing 707
- McDonnell Douglas DC-10
- Boeing 720

## Ehemalige Codedaten
- IATA-Code: GK (Laker Airways Ltd.) / 6F Laker Airways (Bahamas), Inc.
- ICAO-Code: LKR